# Rio del Paradiso

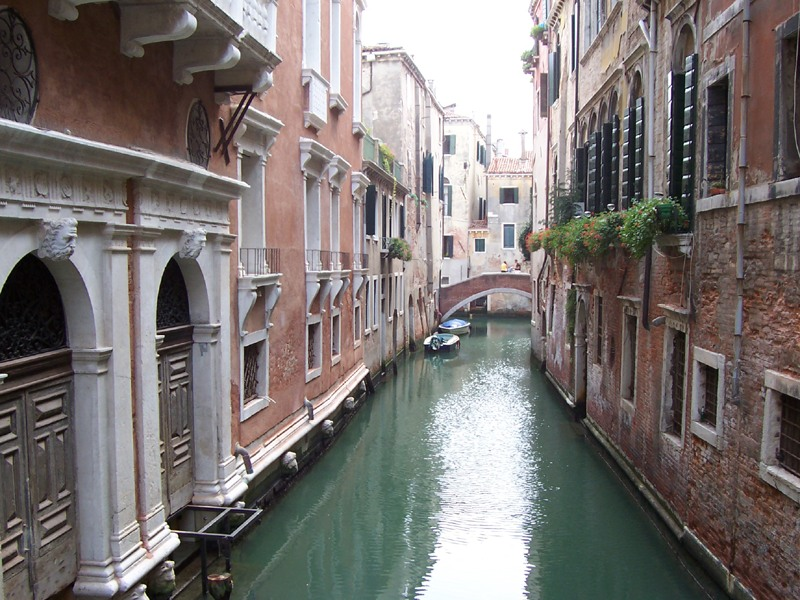
Le rio avec le ponte dei Preti au bout

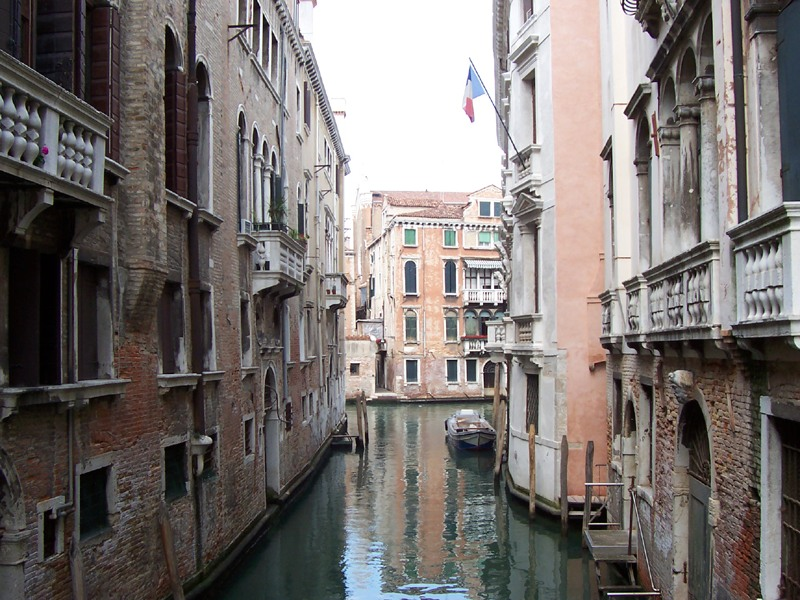
Le rio avec le rio de Santa Marina au bout

Le rio del Paradiso (rio del Pestrin en vénitien; canal de la laiterie) est un canal de Venise dans le sestiere de Castello. 

## Description
Le rio del Paradiso a une longueur de 216 mètres. Il part du rio del Mondo Novo vers le nord pour rejoindre le rio de Santa Marina et de continuer jusqu'à son fourchage en deux parties : le rio de San Giovanni Laterano et le rio Tetta.

## Toponymie
Le nom provient d'une famille patricienne, les Paradiso.
Le nom vénitien provient du pestrin, magasin de lait. Les pestrineri furent organisés en corporation en 1656 et recueillis à San Matteo di Ralto à l'autel de San Giuseppe.

## Lieux et monuments remarquables
Ce rio longe le palais Priuli Ruzzini Loredan.

### Ponts
Ce rio est traversé par des ponts, d'est en ouest :

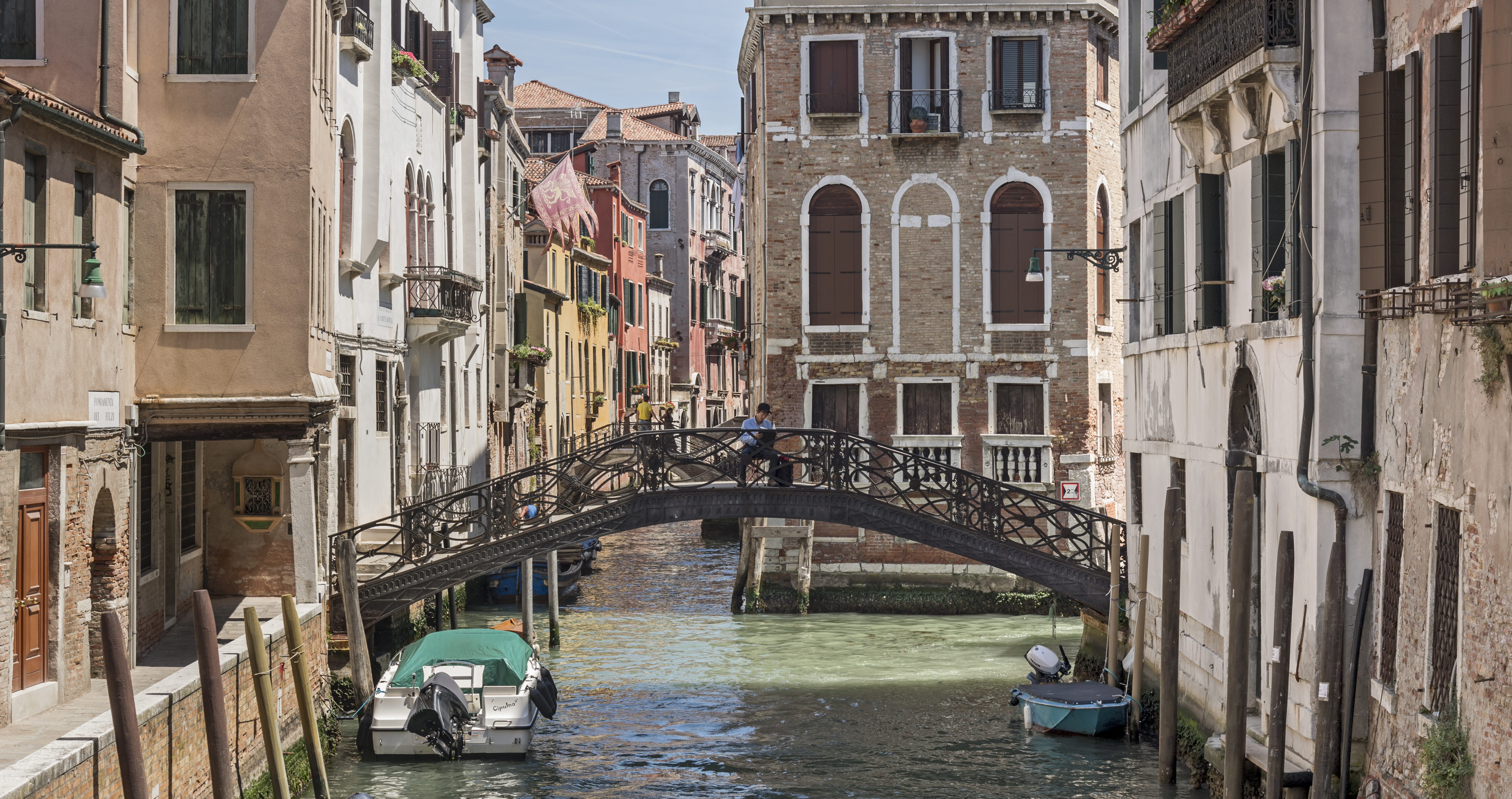
Ponte dei Consafelzi reliant Fondamenta Felzi et calle Bragadin
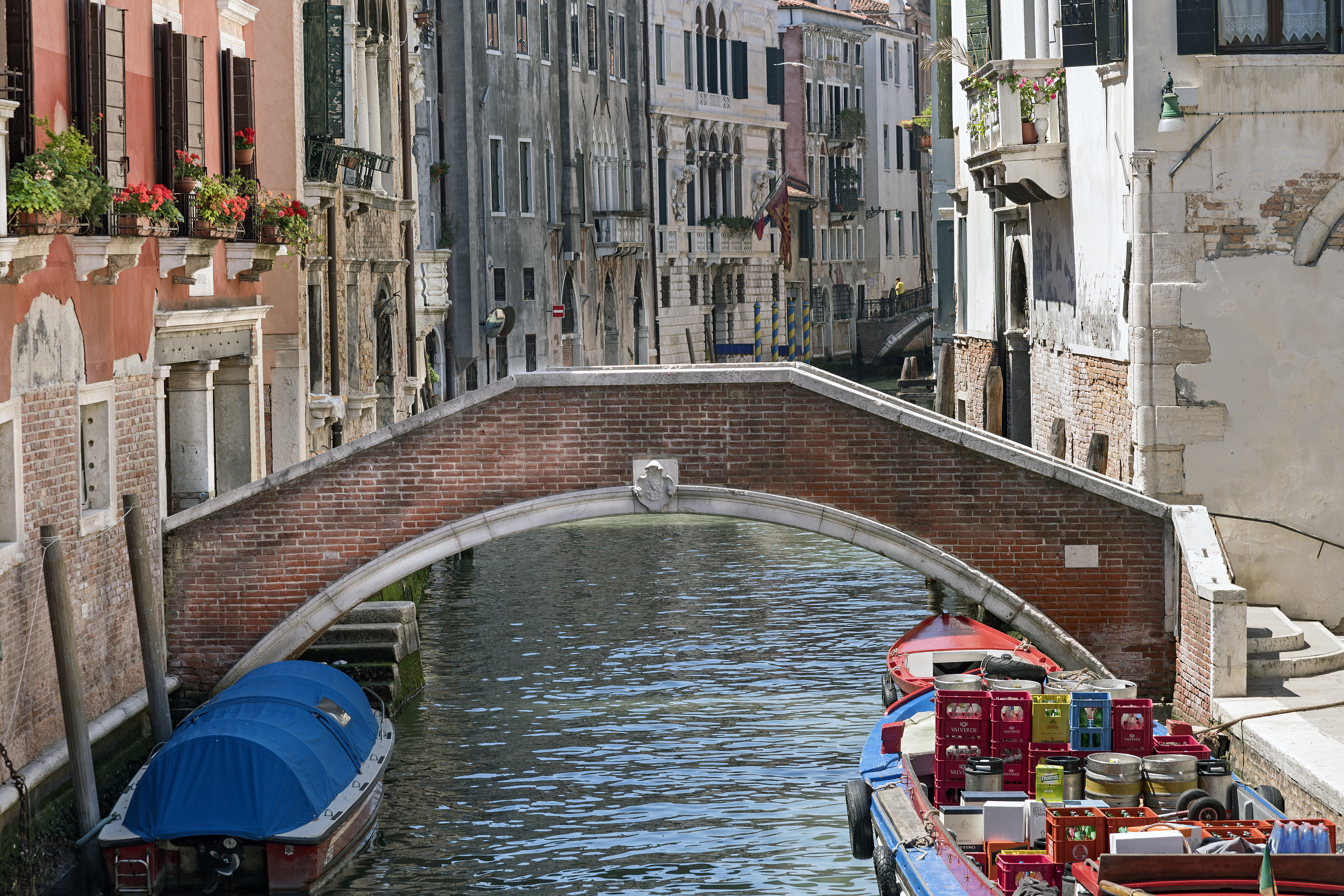
Ponte Minich. Le chirurgien Angelo Minich (1817-1893) légua à Venise trente mille lire pour les horloges vénitiennes : de face blanche avec des chiffres romains, elles sont faites en fonte et existent toujours. Le pont relie  la Calle Bressana  à la Calle Cicogna
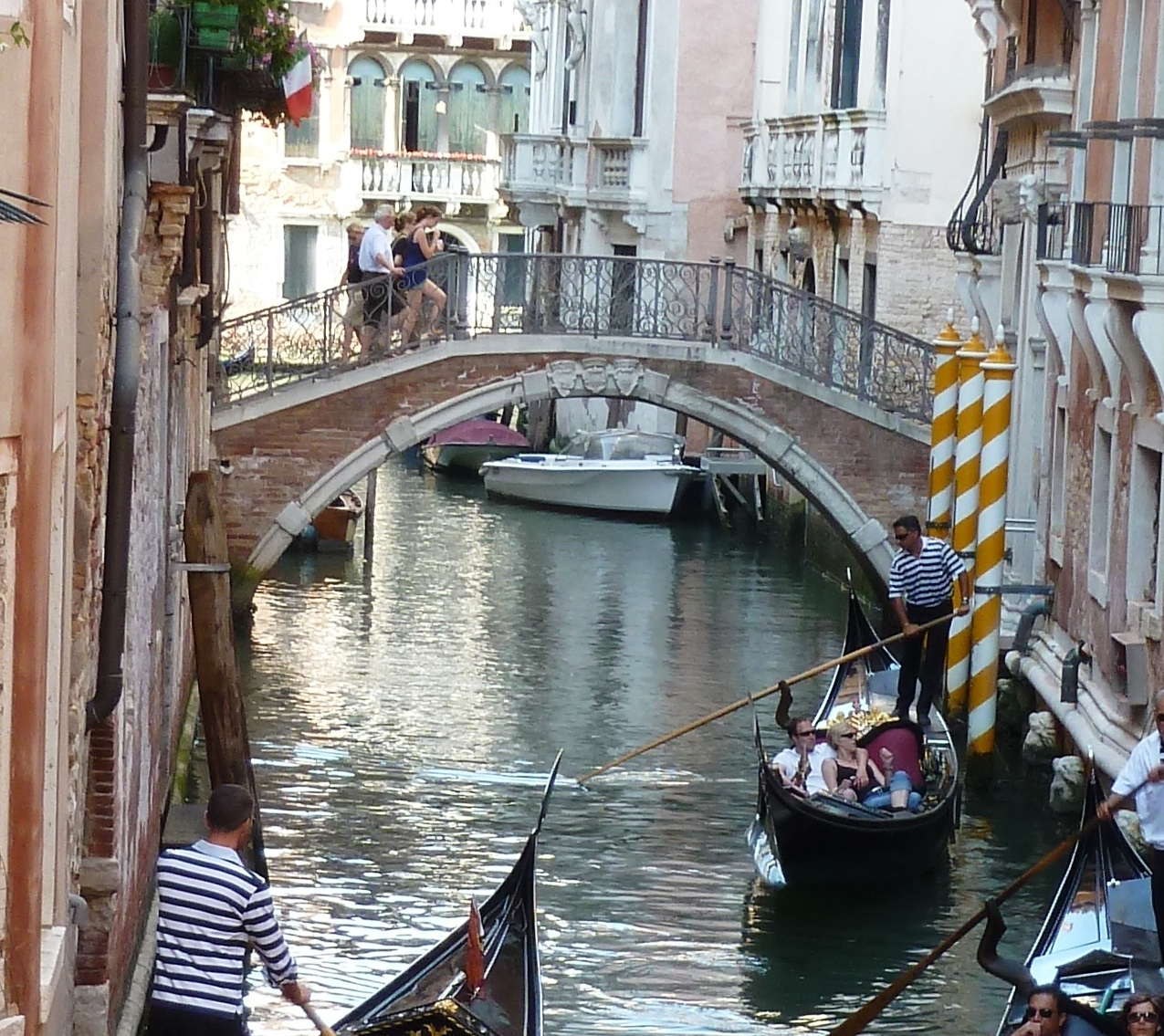
Ponte Borgoloco: Borgoloco indique qu'il y avait beaucoup d'auberges, du vénitien tegnir uno a loco e foco (défrayer, fournir aux frais). Le pont relie la calle éponyme à la  calle Marcello
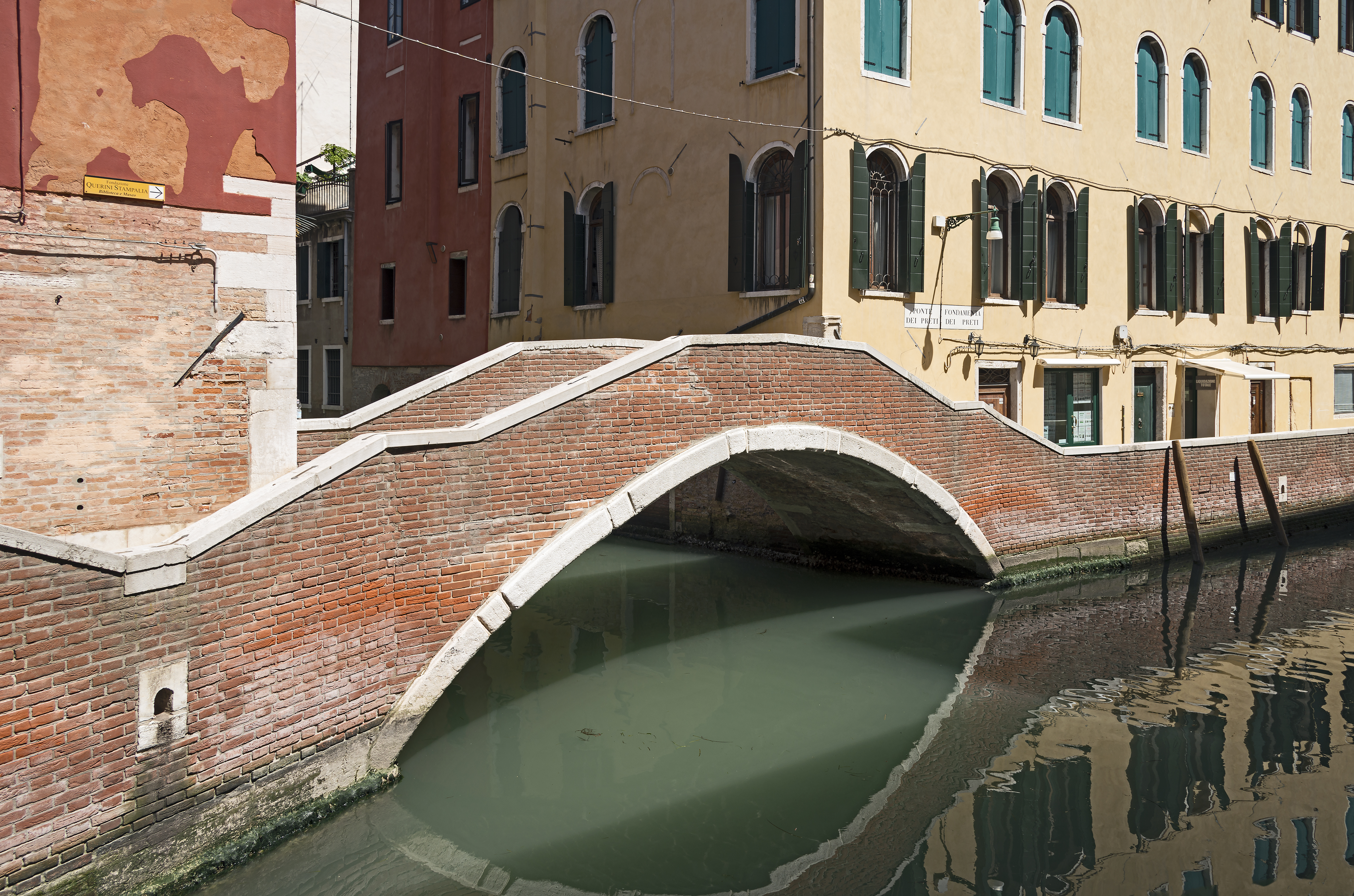
Ponte dei Preti : Le preti (Les prêtres) renvoie à un presbytère. Le pont relie la fondamenta éponyme à la  fondamenta del Dose'